# Fußball-Weltmeisterschaft der Frauen 2019/Deutschland
Dieser Artikel behandelt die deutsche Fußballnationalmannschaft der Frauen bei der Fußball-Weltmeisterschaft der Frauen 2019 in Frankreich. Deutschland nahm zum achten Mal an der Endrunde teil, erstmals nicht als amtierender Europameister. Die Mannschaft schied zum dritten Mal im Viertelfinale aus und verpasste damit die Qualifikation für die Olympischen Spiele 2020.

## Qualifikation
Nach dem Olympiasieg 2016 hatte Steffi Jones die bereits für die EM 2017 qualifizierte Mannschaft übernommen, war dort aber mit der Mannschaft im Viertelfinale gescheitert. Danach hatte Anja Mittag ihren Rücktritt erklärt, zu dem Zeitpunkt mit 50 Toren beste aktive Torschützin der Mannschaft. Gegner in der Qualifikation waren Island, Tschechien, erstmals die Färöer und Slowenien. Der Gruppensieger würde sich direkt qualifizieren, der Gruppenzweite wäre für die Playoffspiele um einen weiteren WM-Startplatz qualifiziert, wenn er einer der vier besten Gruppenzweiten wäre.
Die deutsche Mannschaft traf im ersten Spiel auf Slowenien und gewann mit 6:0. Dabei machte Simone Laudehr ihr 100. Länderspiel, die zuvor ein Jahr aufgrund von Verletzungen nicht eingesetzt werden konnte. Drei Tage später reichte es in Tschechien nur zu einem mühsamen 1:0-Sieg, begünstigt durch ein Eigentor einer tschechischen Spielerin. Im dritten Spiel verlor die Mannschaft mit 2:3 gegen Island und damit erstmals nach 14 siegreichen Spielen gegen diesen Gegner sowie erstmals ein Heimspiel in einer WM-Qualifikation überhaupt. Die Mannschaft fiel dadurch in der Tabelle auf den dritten Platz zurück, konnte die Spitzenposition aber vier Tage später durch ein 11:0 gegen die Färöer zurückerobern, bei dem Hasret Kayikçi die letzten vier Tore erzielte, bei gleichzeitiger Punkteteilung zwischen Island und Tschechien. Eine Woche nachdem die Mannschaft beim SheBelieves Cup 2018 sieglos geblieben war und den letzten Platz belegt hatte, wurde Bundestrainerin Steffi Jones von ihren Aufgaben entbunden. Horst Hrubesch übernahm das Amt des Frauen-Bundestrainers zunächst lediglich für die beiden Qualifikationsspiele im April. Sein Einsatz wurde jedoch später verlängert, da die Amtsübernahme durch die designierte Nachfolgerin Martina Voss-Tecklenburg, seinerzeit noch Trainerin der Schweiz, erst nach Abschluss der WM-Qualifikation erfolgen sollte. Unter Hrubesch wurden die restlichen vier Qualifikationsspiele ohne Gegentor gewonnen, darunter mit 2:0 das Rückspiel in Island. Damit hatte die DFB-Auswahl den direkten Vergleich gegen Island aufgrund der mehr erzielten Tore gewonnen, so dass ein Punkt im letzten Spiel gegen die Färöer zur direkten Qualifikation gereicht hätte. Da die Isländerinnen auch das zweite Spiel gegen Tschechien nicht gewannen, wurde Deutschland mit vier Punkten Vorsprung Gruppensieger und Island verpasste auch die Playoffspiele der besten Gruppenzweiten um den letzten europäischen WM-Startplatz.
Insgesamt wurden 27 Spielerinnen eingesetzt, von denen keine alle acht Spiele mitmachte. Auf sieben Einsätze kam Leonie Maier, je sechs Einsätze hatten Linda Dallmann, Svenja Huth, Alexandra Popp, Lea Schüller und Torhüterin Almuth Schult, die einmal verletzungsbedingt ausgewechselt wurde und danach zwei Spiele nicht eingesetzt werden konnte.
Mit 38 Toren erzielte Deutschland die meisten Tore aller europäischen Mannschaften. Die meisten Tore für die deutsche Mannschaft erzielten Alexandra Popp und Lea Schüller (je 6) sowie Hasret Kayikçi, Lina Magull und Tabea Kemme (je 4). Insgesamt trafen 13 deutsche Spielerinnen in der Qualifikation ins Tor. Zudem profitierte die Mannschaft von zwei Eigentoren gegnerischer Spielerinnen. Vier Spielerinnen (Demann, Huth, Schüller, Simon) gelangen in der Qualifikation ihre ersten Länderspieltore. Drei Spielerinnen (Turid Knaak, Nicole Rolser und Lea Schüller) hatten in der Qualifikation ihren ersten Länderspieleinsatz. Verletzungs- und krankheitsbedingt hatten unter anderem Simone Laudehr, Tabea Kemme, Dzsenifer Marozsán und Babett Peter nur vier Einsätze.
| Pl. | Land        | Sp. | S | U | N | Tore    | Diff. | Punkte |
| --- | ----------- | --- | - | - | - | ------- | ----- | ------ |
| 1.  | Deutschland | 8   | 7 | 0 | 1 | 038:300 | +35   | 21     |
| 2.  | Island      | 8   | 5 | 2 | 1 | 022:600 | +16   | 17     |
| 3.  | Tschechien  | 8   | 4 | 2 | 2 | 020:800 | +12   | 14     |
| 4.  | Slowenien   | 8   | 2 | 0 | 6 | 009:200 | −11   | 06     |
| 5.  | Färöer      | 8   | 0 | 0 | 8 | 001:530 | −52   | 0      |

| 16.09.2017 | Ingolstadt     | Deutschland | – | Slowenien   | 06:0 (4:0) | Huth (1. Länderspieltor), Marozsán, Hendrich, Kemme (2), Demann (1. Länderspieltor) |
| 19.09.2017 | Ústí nad Labem | Tschechien  | – | Deutschland | 00:1 (0:0) | Bartoňová (Eigentor)                                                                |
| 20.10.2017 | Wiesbaden      | Deutschland | – | Island      | 02:3 (1:1) | Dagný (2), Popp, Elín, Schüller (1. Länderspieltor)                                 |
| 24.10.2017 | Großaspach     | Deutschland | – | Färöer      | 11:0 (6:0) | Kayikçi (4), Kemme (2), Popp (2), Hendrich, Magull, Peter                           |
| 07.04.2018 | Halle (Saale)  | Deutschland | – | Tschechien  | 04:0 (2:0) | Schüller (4)                                                                        |
| 10.04.2018 | Domžale        | Slowenien   | – | Deutschland | 00:4 (0:2) | Magull, Golob (Eigentor), Popp, Dallmann                                            |
| 01.09.2018 | Reykjavík      | Island      | – | Deutschland | 00:2 (0:1) | Huth (2)                                                                            |
| 04.09.2018 | Tórshavn       | Färöer      | – | Deutschland | 00:8 (0:3) | Schüller, Magull (2), Maier, Simon (2, erste Länderspieltore), Popp (2)             |

## Vorbereitung
Zur Vorbereitung auf die WM wurden erste Testspiele am 6. Oktober in Essen gegen Österreich (3:1) und im November in Osnabrück gegen Italien (5:2) und in Erfurt gegen Spanien (0:0) durchgeführt. Diese wurden noch unter Interimstrainer Horst Hrubesch bestritten, da die designierte Nachfolgerin Martina Voss-Tecklenburg mit der Schweiz in die Playoffs musste, wo die Schweizerinnen letztlich an Europameister Niederlande scheiterten. Am 30. November 2018 endete die Amtszeit von Hrubesch.
Erste Maßnahme der neuen Bundestrainerin war ein Wintertrainingslager vom 14. bis 21. Januar 2019 in Marbella, zu dem 30 Spielerinnen eingeladen wurden, darunter auch einige damalige Juniorinnennationalspielerinnen. Am 28. Februar 2019 gewann Deutschland in Laval gegen WM-Gastgeber Frankreich mit 1:0 durch ein Tor von Lea Schüller. Am 6. April spielt die deutsche Mannschaft in Solna, wo sie 2013 den letzten EM-Titel gewann, gegen Schweden. Drei Tage später war in Paderborn Asienmeister Japan der Gegner. Auf eine Teilnahme am Algarve-Cup 2019 und dem SheBelieves Cup 2019 wurde verzichtet, um die Belastung der Spielerinnen zu reduzieren, die auch in der UEFA Women’s Champions League zum Einsatz kamen. Ab 24. Mai begann das WM-Trainingslager in Grassau. Ein letztes Testspiel wurde am 30. Mai in Regensburg gegen WM-Neuling Chile mit 2:0 gewonnen.

## Kader
Am 14. Mai wurde der Kader für die WM bekannt gegeben. Zudem reisten Pauline Bremer, Lena Lattwein, Sydney Lohmann (anstelle der verletzten Kristin Demann), Felicitas Rauch und Lisa Schmitz mit ins Trainingslager, um bei verletzungsbedingten Ausfällen einspringen zu können.
| Nr.                                 | Spielerin                | Geburts- datum | Debüt | Verein                 | Länder- spiele | Länder- spieltore | Letzter Einsatz | WM-Spiele / -Tore                  | WM 2019 | WM 2019 | WM 2019     | WM 2019         | WM 2019    | WM 2019 |
| Nr.                                 | Spielerin                | Geburts- datum | Debüt | Verein                 | Länder- spiele | Länder- spieltore | Letzter Einsatz | WM-Spiele / -Tore                  | Sp.     | Tor     | Gelbe Karte | Gelb-Rote Karte | Rote Karte |         |
| Tor                                 | Tor                      | Tor            | Tor   | Tor                    | Tor            | Tor               | Tor             | Tor                                | Tor     | Tor     | Tor         | Tor             | Tor        |         |
| ----------------------------------- | ------------------------ | -------------- | ----- | ---------------------- | -------------- | ----------------- | --------------- | ---------------------------------- | ------- | ------- | ----------- | --------------- | ---------- | ------- |
| 12                                  | Laura Benkarth           | 14.10.1992     | 2015  | FC Bayern München      | 8              | 0                 | 20.11.2017      | 0 (2015)                           |         |         |             |                 |            |         |
| 21                                  | Merle Frohms             | 28.01.1995     | 2018  | SC Freiburg            | 4              | 0                 | 28.02.2019      |                                    |         |         |             |                 |            |         |
| 01                                  | Almuth Schult            | 09.02.1991     | 2012  | VfL Wolfsburg          | 59             | 0                 | 30.05.2019      | 0 (2011, 2015)                     | 5       |         |             |                 |            |         |
| Abwehr                              |                          |                |       |                        |                |                   |                 |                                    |         |         |             |                 |            |         |
| 23                                  | Sara Doorsoun-Khajeh     | 17.11.1991     | 2016  | VfL Wolfsburg          | 25             | 0                 | 30.05.2019      |                                    | 5       |         |             |                 |            |         |
| 14                                  | Johanna Elsig            | 01.11.1992     | 2017  | 1. FFC Turbine Potsdam | 12             | 0                 | 09.04.2019      |                                    |         |         |             |                 |            |         |
| 08                                  | Lena Goeßling            | 08.03.1986     | 2008  | VfL Wolfsburg          | 105            | 10                | 30.05.2019      | 8 (2011, 2015)                     | 1       |         |             |                 |            |         |
| 15                                  | Giulia Gwinn             | 02.07.1999     | 2017  | SC Freiburg            | 8              | 1                 | 30.05.2019      |                                    | 5       | 1       |             |                 |            |         |
| 05                                  | Marina Hegering          | 17.04.1990     | 2019  | SGS Essen              | 3              | 0                 | 30.05.2019      |                                    | 5       |         |             |                 |            |         |
| 03                                  | Kathrin Hendrich         | 06.04.1992     | 2014  | FC Bayern München      | 29             | 4                 | 09.04.2019      |                                    | 2       |         |             |                 |            |         |
| 04                                  | Leonie Maier             | 29.09.1992     | 2013  | FC Bayern München      | 69             | 10                | 13.11.2018      | 5 (2015)                           | 1       |         |             |                 |            |         |
| 02                                  | Carolin Simon            | 24.11.1992     | 2016  | Olympique Lyon         | 16             | 3                 | 30.05.2019      |                                    | 4       |         |             |                 |            |         |
| Mittelfeld und Angriff              |                          |                |       |                        |                |                   |                 |                                    |         |         |             |                 |            |         |
| 19                                  | Klara Bühl               | 07.12.2000     | 2019  | SC Freiburg            | 2              | 0                 | 30.05.2019      |                                    | 3       |         |             |                 |            |         |
| 13                                  | Sara Däbritz             | 15.02.1995     | 2013  | FC Bayern München      | 60             | 10                | 30.05.2019      | 5 / 2 (2015)                       | 5       | 3       |             |                 |            |         |
| 16                                  | Linda Dallmann           | 02.09.1994     | 2016  | SGS Essen              | 21             | 5                 | 30.05.2019      |                                    | 2       |         |             |                 |            |         |
| 09                                  | Svenja Huth              | 25.01.1991     | 2011  | 1. FFC Turbine Potsdam | 44             | 7                 | 30.05.2019      |                                    | 5       |         |             |                 |            |         |
| 22                                  | Turid Knaak              | 24.01.1991     | 2018  | SGS Essen              | 8              | 1                 | 30.05.2019      |                                    |         |         |             |                 |            |         |
| 18                                  | Melanie Leupolz          | 14.04.1994     | 2013  | FC Bayern München      | 58             | 8                 | 30.05.2019      | 6 / 1 (2015)                       | 4       | 1       |             |                 |            |         |
| 20                                  | Lina Magull              | 15.08.1994     | 2015  | FC Bayern München      | 31             | 7                 | 30.05.2019      |                                    | 5       | 2       |             |                 |            |         |
| 10                                  | Dzsenifer Marozsán       | 18.04.1992     | 2010  | Olympique Lyon         | 90             | 32                | 30.05.2019      | 5 / 1 (2015)                       | 2       |         |             |                 |            |         |
| 06                                  | Lena Oberdorf            | 19.12.2001     | 2019  | SGS Essen              | 3              | 0                 | 30.05.2019      |                                    | 4       |         | 1           |                 |            |         |
| 11                                  | Alexandra Popp           | 06.04.1991     | 2010  | VfL Wolfsburg          | 96             | 46                | 30.05.2019      | 10 (1)                             | 5       | 2       | 1           |                 |            |         |
| 07                                  | Lea Schüller             | 12.11.1997     | 2017  | SGS Essen              | 13             | 8                 | 30.05.2019      |                                    | 4       | 1       |             |                 |            |         |
| 17                                  | Verena Schweers          | 22.05.1989     | 2010  | FC Bayern München      | 44             | 3                 | 09.04.2019      | 0 (2011)                           | 3       |         | 1           |                 |            |         |
| Trainerstab                         |                          |                |       |                        |                |                   |                 |                                    |         |         |             |                 |            |         |
| Trainerin                           | Martina Voss-Tecklenburg | 22.12.1967     | 2019  | Deutscher Fußball-Bund | 125 88 4       | 27                |                 | 12 / 1 (1991, 1995, 1999) 4 (2015) | 5       |         |             |                 |            |         |
| Co-Trainerin                        | Britta Carlson           | 03.03.1978     | 2018  | Deutscher Fußball-Bund | 31             | 4                 |                 |                                    |         |         |             |                 |            |         |
| Co-Trainer                          | Thomas Nörenberg         | 25.12.1963     | 2018  | Deutscher Fußball-Bund |                |                   |                 |                                    |         |         |             |                 |            |         |
| Torwarttrainer                      | Michael Fuchs            | 04.01.1970     | 2018  | Deutscher Fußball-Bund |                |                   |                 | 13 (2007, 2015)                    |         |         |             |                 |            |         |
| Anmerkungen:1. 2. 3. 4. 5. 6. 7. 8. |                          |                |       |                        |                |                   |                 |                                    |         |         |             |                 |            |         |

## Auslosung
Für die am 8. Dezember 2018 stattgefundene Auslosung der WM-Gruppen war Deutschland aufgrund der Platzierung in der FIFA-Weltrangliste vom 7. Dezember 2018 Topf 1 zugeteilt. Die Mannschaft konnte somit in den Gruppenspielen nicht auf Weltmeister USA oder Gastgeber Frankreich treffen. Die deutsche Mannschaft wurde als erste Mannschaft nach Frankreich aus den Lostöpfen gezogen und somit als Gruppenkopf der Gruppe B gesetzt. Zugelost wurden Spanien, die Volksrepublik China und WM-Neuling Südafrika.
China ist mit 30 Begegnungen dritthäufigster Gegner der deutschen Mannschaft, bisher gab es 16 Siege, sechs Remis und 8 Niederlagen. Bei Weltmeisterschaften trafen beide erst einmal aufeinander: 1995 im Halbfinale gewann Deutschland mit 1:0. Den höchsten Sieg – zugleich die höchste Länderspielniederlage für China – gab es 2004 als Deutschland in der Gruppenphase bei den Olympischen Spielen mit 8:0 gewann. Zuletzt trafen beide im Viertelfinale der Olympischen Spiele 2016 aufeinander und auf dem Weg zur Goldmedaille gewann die deutsche Mannschaft mit 1:0. Die letzte Niederlage gab es am 1. März 2006 mit 0:1 in Homburg. Gegen Spanien gab es erst vier Spiele (zwei deutliche Siege und zwei Remis). Zuletzt trafen beide im November 2018 aufeinander und trennten sich torlos. Gegen Südafrika hat die deutsche Mannschaft bisher noch nicht gespielt. Es gab nur ein Spiel der Juniorinnen, das bei der U-17-WM 2010 mit 10:1 gewonnen wurde. Dabei kamen von den aktuellen deutschen A-Nationalspielerinnen Melanie Leupolz und Lena Petermann (je 2 Tore) sowie Kristin Demann und Lina Magull und bei den Südafrikanerinnen die aktuelle Torhüterin der A-Nationalmannschaft Kaylin Swart sowie Jermaine Seoposenwe (1 Tor) zum Einsatz, die auf dem Weg nach Frankreich drei Tore für die Südafrikanerinnen erzielt hatte.

## Gruppenspiele
| Pl. | Land        | Sp. | S | U | N | Tore    | Diff. | Punkte |
| --- | ----------- | --- | - | - | - | ------- | ----- | ------ |
| 1.  | Deutschland | 3   | 3 | 0 | 0 | 006:000 | +6    | 09     |
| 2.  | Spanien     | 3   | 1 | 1 | 1 | 003:200 | +1    | 04     |
| 3.  | VR China    | 3   | 1 | 1 | 1 | 001:100 | ±0    | 04     |
| 4.  | Südafrika   | 2   | 0 | 0 | 2 | 001:800 | −7    | 0      |

| Sa., 8. Juni 2019 in Rennes        |   |             |           |
| Deutschland                        | – | VR China    | 1:0 (0:0) |
| Mi., 12. Juni 2019 in Valenciennes |   |             |           |
| Deutschland                        | – | Spanien     | 1:0 (1:0) |
| Mo., 17. Juni 2019 in Montpellier  |   |             |           |
| Südafrika                          | – | Deutschland | 0:4 (0:3) |

## K.o.-Runde
Als Gruppensieger traf die deutsche Mannschaft im Achtelfinale auf Afrikameister Nigeria, der sich als viertbester Gruppendritter für diese Runde qualifizierte. Die Nigerianerinnen mussten jedoch bis zum Abpfiff des Spiels zwischen Chile und Thailand warten, das von Chile mit 2:0 gewonnen wurde. Dabei vergaben die Chileninnen in den Schlussminuten einen Strafstoß und verpassten so ihrerseits das Achtelfinale. Bei einem 3:0 der Chileninnen wäre Deutschland im Achtelfinale auf Brasilien getroffen.
Nigeria war bereits Gegner der deutschen Mannschaft im ersten WM-Spiel 1991, das mit 4:0 gewonnen wurde. Bei der Heim-WM 2011 trafen beide im zweiten Gruppenspiel aufeinander und Deutschland gewann mit 1:0. Gegen Deutschland mussten die Nigerianerinnen auch im November 2010 mit 0:8 eine ihrer drei höchsten Niederlagen hinnehmen.
Mehrere Spielerinnen beider Mannschaften standen sich in den Endspielen der U-20-Weltmeisterschaften 2010 und 2014 gegenüber. Auf deutscher Seite Almuth Schult, Marina Hegering, Svenja Huth, Turid Knaak, Dzsenifer Marozsán und Alexandra Popp (alle 2010), Linda Dallmann, Sara Däbritz und Lina Magull (alle 2014), auf nigerianischer Seite Alaba Jonathan, Amarachi Okoronkwo, Osinachi Ohale, Desire Oparanozie und Ebere Orji (alle 2010), Halimatu Ayinde, Chinwendu Ihezuo, Uchenna Kanu und Asisat Oshoala (alle 2014). Beide Spiele konnte die deutsche Mannschaft gewinnen.
| Sa., 22. Juni 2019 in Grenoble |   |          |           |
| Deutschland                    | – | Nigeria  | 3:0 (2:0) |
| Sa., 29. Juni 2019 in Rennes   |   |          |           |
| Deutschland                    | – | Schweden | 1:2 (1:1) |

## Auszeichnungen
- Sara Däbritz: Spielerin des Spiels gegen Spanien und Südafrika
- Giulia Gwinn: Spielerin des Spiels gegen China
- Alexandra Popp: Spielerin des Spiels gegen Nigeria